# Kraje Federacji Rosyjskiej
     obwody
     republiki
     okręgi autonomiczne
     miasta wydzielone
     obwody autonomiczne
Kraje Federacji Rosyjskiej (ros. Края Российской Федерации) – jednostki podziału administracyjnego Rosji.

## Lista
Obecnie w skład Federacji Rosyjskiej wchodzi 9 krajów:
| nazwa             | flaga | herb | okręg federalny  | region ekonomiczny  |
| ----------------- | ----- | ---- | ---------------- | ------------------- |
| Kraj Ałtajski     |       |      | Syberyjski       | Zachodniosyberyjski |
| Kraj Chabarowski  |       |      | Dalekowschodni   | Dalekowschodni      |
| Kraj Kamczacki    |       |      | Dalekowschodni   | Dalekowschodni      |
| Kraj Krasnodarski |       |      | Południowy       | Północnokaukaski    |
| Kraj Krasnojarski |       |      | Syberyjski       | Wschodniosyberyjski |
| Kraj Nadmorski    |       |      | Dalekowschodni   | Dalekowschodni      |
| Kraj Permski      |       |      | Nadwołżański     | Uralski             |
| Kraj Stawropolski |       |      | Północnokaukaski | Północnokaukaski    |
| Kraj Zabajkalski  |       |      | Syberyjski       | Wschodniosyberyjski |